# Gasstraße 87 (Mönchengladbach)

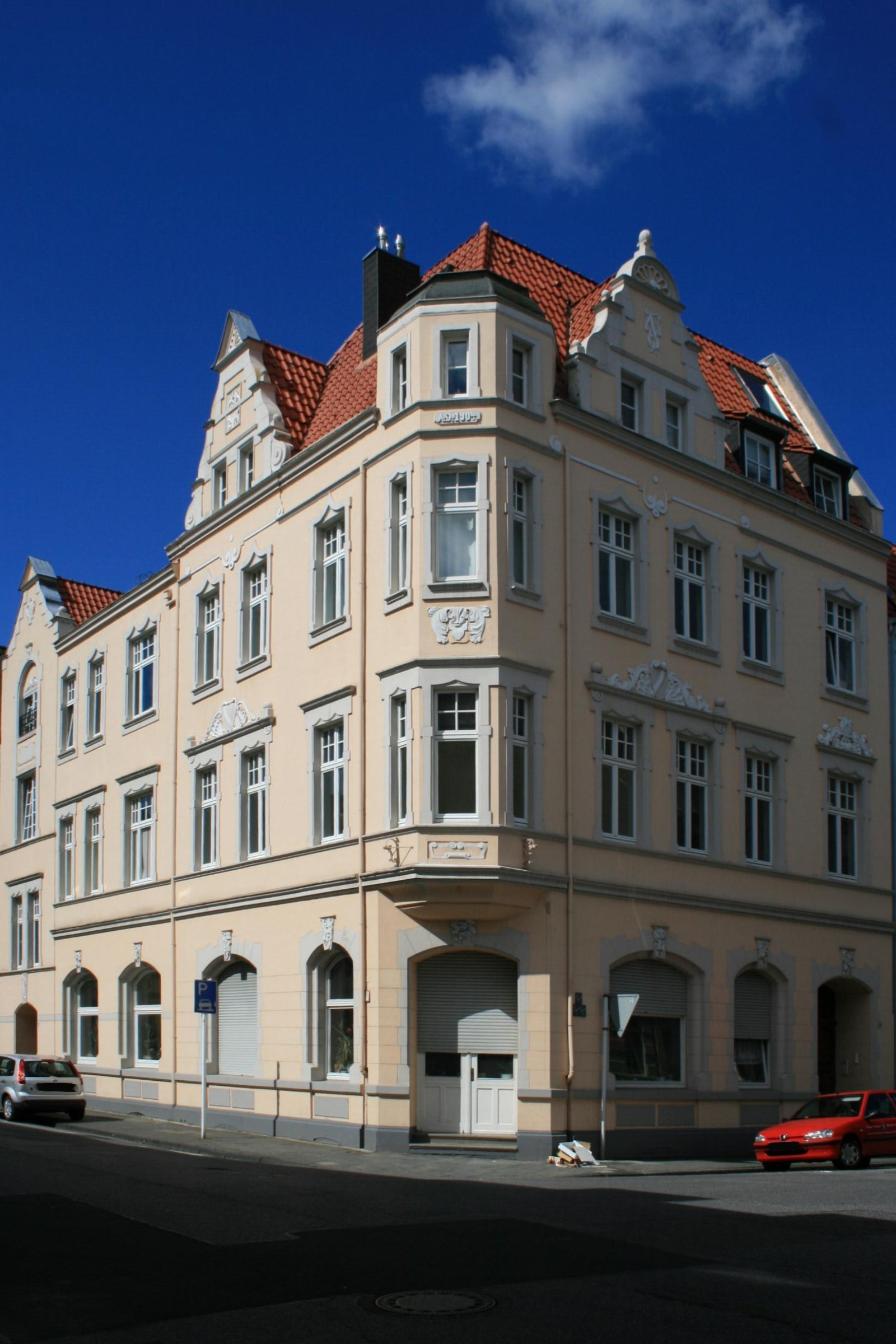
Wohngeschäftshaus (2010)

Das Wohngeschäftshaus Gasstraße 87 steht im Stadtteil Rheydt in Mönchengladbach (Nordrhein-Westfalen) an der Einmündung der Lehwaldstraße.
Das Gebäude wurde um 1904 erbaut. Es ist unter Nr. G 036 am 5. Februar 1990 in die Denkmalliste der Stadt Mönchengladbach eingetragen worden.

## Lage
Das Objekt Gasstraße 87 liegt – unweit der Josefskirche – an der Einmündung der Lehwaldstraße.

## Architektur
Es handelt sich um einen annähernd quadratischen dreigeschossigen Kernbau unter einem steilen, zweigeschossigen Mansarddach, mit dreiseitigem Erker an der Straßenecke und zwei Zwerchhäusern.